# Rhodospatha boliviensis
Rhodospatha boliviensis — вид квіткових рослин із родини кліщинцевих (Araceae), роду Rhaphidophora. Це ліана, рідним ареалом якої є Болівія.